# Alexander Massialas
Alexander Massialas (n. 20 aprilie 1994, California, SUA) este un scrimer olimpic american specializat pe floretă, vicecampion mondial la individual în 2015 și pe echipe în 2013.
La vârsta de 18 ani a participat la Jocurile Olimpice din 2012, unde a fost eliminat în tabloul de 16 de rusul Aleksei Ceremisinov și s-a clasat pe locul 13. La proba pe echipe Statele Unite au fost învinse de Italieni în semifinală, apoi de Germania în finala mică, și au terminat pe locul 4.
Este pregătit de tatăl său Greg Massialas, care a participat la două ediție ale Jocurilor Olimpice în 1984 și în 1988. Sora sa cea mai mică Sabrina este și ea o floretistă de performantă, membră a echipei naționale de senioare a Statelor Unite.

## Legături externe
- Materiale media legate de Alexander Massialas la Wikimedia Commons
- en  Prezentare Arhivat în 24 aprilie 2015, la Archive.is la Federația Americană de Scrimă
- en Alexander Massialas la Olympedia.org